# Lake Hamilton (Arkansas)
Lake Hamilton és una concentració de població designada pel cens dels Estats Units a l'estat d'Arkansas. Segons el cens del 2000 tenia 1.609 habitants.

## Demografia
Segons el cens del 2000, Lake Hamilton tenia 1.609 habitants, 762 habitatges, i 483 famílies. La densitat de població era de 313,8 habitants/km².
Dels 762 habitatges en un 18,9% hi vivien nens de menys de 18 anys, en un 53% hi vivien parelles casades, en un 6,7% dones solteres, i en un 36,5% no eren unitats familiars. En el 28,3% dels habitatges hi vivien persones soles el 9,3% de les quals corresponia a persones de 65 anys o més que vivien soles. El nombre mitjà de persones vivint en cada habitatge era de 2,11 i el nombre mitjà de persones que vivien en cada família era de 2,55.
Per edats la població es repartia de la següent manera: un 15,7% tenia menys de 18 anys, un 7,3% entre 18 i 24, un 26,7% entre 25 i 44, un 30% de 45 a 60 i un 20,3% 65 anys o més.
L'edat mediana era de 45 anys. Per cada 100 dones de 18 o més anys hi havia 103,1 homes.
La renda mediana per habitatge era de 36.667 $ i la renda mediana per família de 45.250 $. Els homes tenien una renda mediana de 30.455 $ mentre que les dones 16.765 $. La renda per capita de la població era de 23.992 $. Entorn del 8,1% de les famílies i el 9,6% de la població estaven per davall del llindar de pobresa.

## Poblacions més properes
El següent diagrama mostra les poblacions més properes.